# Сан Грегорио
Сан Грегорио (на испански: San Gregorio) е селище в окръг Сан Матео, района на залива на Сан Франциско, щата Калифорния, Съединените американски щати.
Разположен е на юг от Халф Мун Бей. Там се намира и Щатски плаж Сан Грегорио.

## Население
Сан Грегорио е с население от около 150 души.